# Hisao Kami
Hisao Kami (上 久雄, Kami Hisao, né le 28 juin 1941 à Préfecture de Hiroshima au Japon) est un footballeur japonais.